# 城北镇 (富川县)
城北镇，是中华人民共和国广西壮族自治区贺州市富川瑶族自治县下辖的一个乡镇级行政单位。

## 行政区划
城北镇下辖以下地区：
城北社区、城北村、六合村、马山村、石狮村、俩源村、泗源村、巍峰村、新寨村、矮岭村、凤岭村和栗木岗村。